# 1964-es kupagyőztesek Európa-kupája-döntő
Az 1964-es kupagyőztesek Európa-kupája-döntő a 4. KEK-döntő volt. A trófeáért a portugál Sporting CP, és a magyar MTK mérkőzött a brüsszeli Heysel Stadionban. Magyar csapat először szerepelt európai kupa döntőjében (BEK, KEK, VVK).
A mérkőzés hosszabbítás után 3–3-as döntetlenre végződött, ezért a szabályok értelmében a mérkőzést újra kellett játszani. Az újrajátszott mérkőzésen a Sporting győzött 1–0-ra.

## A mérkőzések

### Döntő
| 1964. május 13. 19:30 |

| Sporting CP                        | 3–3 (h. u.)     | MTK                     |
| ---------------------------------- | --------------- | ----------------------- |
| Mascarenhas 40' Figueiredo 48' 80' | (1–1, 3–3, 3–3) | Sándor 19' 75' Kuti 73' |

| Heysel Stadion, Brüsszel Nézőszám: 3208 Játékvezető: Lucien van Nuffel (belga) |

| SPORTING:         |    |                    |
|                   |    |                    |
| GK                | 1  | Joaquim Carvalho   |
| DF                | 2  | Pedro Gomes        |
| DF                | 5  | Alexandre Baptista |
| DF                | 4  | José Carlos        |
| DF                | 3  | João Morais        |
| MF                | 6  | Fernando Mendes    |
| MF                | 7  | Géo Carvalho       |
| MF                | 8  | Mascarenhas        |
| MF                | 11 | Osvaldo da Silva   |
| FW                | 10 | Ernesto Figueiredo |
| FW                | 9  | Bé Bocareli        |
| Vezetőedző:       |    |                    |
| Anselmo Fernandez |    |                    |

| MTK:          |    |                |
|               |    |                |
| GK            | 1  | Kovalik Ferenc |
| DF            | 2  | Keszei György  |
| DF            | 4  | Danszky József |
| DF            | 5  | Jenei István   |
| DF            | 3  | Nagy István    |
| MF            | 6  | Kovács Ferenc  |
| MF            | 7  | Sándor Károly  |
| MF            | 8  | Vasas Mihály   |
| MF            | 11 | Bödör László   |
| FW            | 9  | Kuti István    |
| FW            | 10 | Halápi István  |
| Vezetőedző:   |    |                |
| Volentik Béla |    |                |

### Újrajátszás
| 1964. május 15. 19:30 |

| Sporting CP | 1–0   | MTK |
| ----------- | ----- | --- |
| Morais 19'  | (1–0) |     |

| Bosuil Stadion, Antwerpen Nézőszám: 13 924 Játékvezető: Gérard Versyp (belga) |

| SPORTING:         |    |                    |
|                   |    |                    |
| GK                | 1  | Joaquim Carvalho   |
| DF                | 2  | Pedro Gomes        |
| DF                | 5  | Alexandre Baptista |
| DF                | 4  | José Carlos        |
| DF                | 3  | João Morais        |
| MF                | 6  | Fernando Mendes    |
| MF                | 7  | Géo Carvalho       |
| MF                | 8  | Mascarenhas        |
| MF                | 11 | Osvaldo da Silva   |
| FW                | 10 | Ernesto Figueiredo |
| FW                | 9  | José Pérides       |
| Vezetőedző:       |    |                    |
| Anselmo Fernandez |    |                    |

| MTK:          |    |                |
|               |    |                |
| GK            | 1  | Kovalik Ferenc |
| DF            | 2  | Keszei György  |
| DF            | 4  | Danszky József |
| DF            | 5  | Jenei István   |
| DF            | 3  | István Nagy    |
| MF            | 6  | Kovács Ferenc  |
| MF            | 7  | Sándor Károly  |
| MF            | 8  | Vasas Mihály   |
| MF            | 11 | Bödör László   |
| FW            | 9  | Kuti István    |
| FW            | 10 | Halápi István  |
| Vezetőedző:   |    |                |
| Volentik Béla |    |                |

| Az 1963–1964-es kupagyőztesek Európa-kupája győztese |
| ---------------------------------------------------- |
| Sporting CP 1. cím                                   |